# Tetramerium ochoterenae
Tetramerium ochoterenae là một loài thực vật có hoa trong họ Ô rô. Loài này được (Miranda) T.F. Daniel miêu tả khoa học đầu tiên năm 1986.